# ベケット (2021年の映画)
『ベケット』（原題: Beckett）は、フェルディナンド・シト・フィロマリノが監督するスリラー映画。出演はジョン・デヴィッド・ワシントン、ボイド・ホルブルック、ヴィッキー・クリープス、アリシア・ヴィキャンデル。
『ベケット』は、2021年8月4日に第74回ロカルノ国際映画祭でワールドプレミア上映され、2021年8月13日にNetflixで配信された。

## あらすじ
ギリシャで休暇を過ごしていたアメリカ人観光客のベケット（ジョン・デビッド・ワシントン）は、大事故を起こして追われる身となる。命からがらアテネのアメリカ大使館に逃げ込み、汚名をそそごうと必死になっていたが、当局の追跡が迫るにつれて緊張が高まるだけでなく、政情不安さえも高まっていく。同時にベケットは危険な陰謀の網にさらに深く関わっていくことになる。

## キャスト
※括弧内は日本語吹替声優
- ベケット - ジョン・デヴィッド・ワシントン（小松史法[2]）

アメリカ人観光客。
- スティーヴン・タイナン - ボイド・ホルブルック（小林親弘[2]）

アテネの米国大使館職員。
- レナ - ヴィッキー・クリープス（永宝千晶[2]）

ドイツ人政治活動家。
- エイプリル・ハンソン - アリシア・ヴィキャンデル（中村千絵[2]）

ベケットのガールフレンド。
- クセナキス - （楠見尚己）
- エレニ - （大井麻利衣）
- マジェシィ - （鈴木琢磨）

その他の声の出演：竹内恵美子、堀総士郎、裕樹、時永ヨウ、苗村有香

## 製作
2019年4月、ルカ・グァダニーノが製作する本作にジョン・デヴィッド・ワシントン、アリシア・ヴィキャンデル、ボイド・ホルブルック、ヴィッキー・クリープスが出演することが発表された。同月にはアテネで撮影が始まった。

## 公開
2020年10月、Netflixが、『Born to Be Murdered』というタイトルの映画の配給権を獲得し、2021年の公開を目指していることが明かされた。2021年1月、映画のタイトルが『Beckett』に変更されたことが発表された。2021年8月4日に開催される第74回ロカルノ国際映画祭でワールドプレミア上映される予定である。公開は2021年8月13日を予定している。

## 評価
レビュー・アグリゲーターのRotten Tomatoesでは72件のレビューで支持率は46%、平均点は5.3/10となった。Metacriticでは24件のレビューを基に加重平均値が52/100となった。